# 佩季利河
佩蒂爾河（烏克蘭語：Петіль），是烏克蘭北部的河流，屬於維塔河的支流。該河流經基輔州的布查區和法斯蒂夫區，河道全長19.4公里，流域面積62.9平方公里。